# برونیسواف وروتسوافسکی
برونیسواف وروتسوافسکی (لهستانی: Bronisław Wrocławski؛  ‏ تلفظ لهستانی: [brɔˈɲiswaf]؛ ‏ زادهٔ ۳۱ اوت ۱۹۵۱) بازیگر و آموزش‌گر اهل لهستان است.
از فیلم‌ها یا مجموعه‌های تلویزیونی که وی در آن‌ها نقش داشته است، می‌توان به مرد ایده‌آل برای دوست‌دخترم، گا، گا، درود بر قهرمانان، کینگ‌سایز، درخت سحرآمیز، جادوگر (فیلم)، عشق اول، هتل ۵۲، معکوس، رنگ‌های خوشبختی، ماگدا ام.، ع چون عشق و در خوشی و سختی اشاره نمود.
وی بابت فعالیت‌هایش برندهٔ صلیب شایستگی، نشان افتخار تولد لهستان و ۲ گلوریا آرتیس شده است.